# Reformierte Kirche Unterstammheim

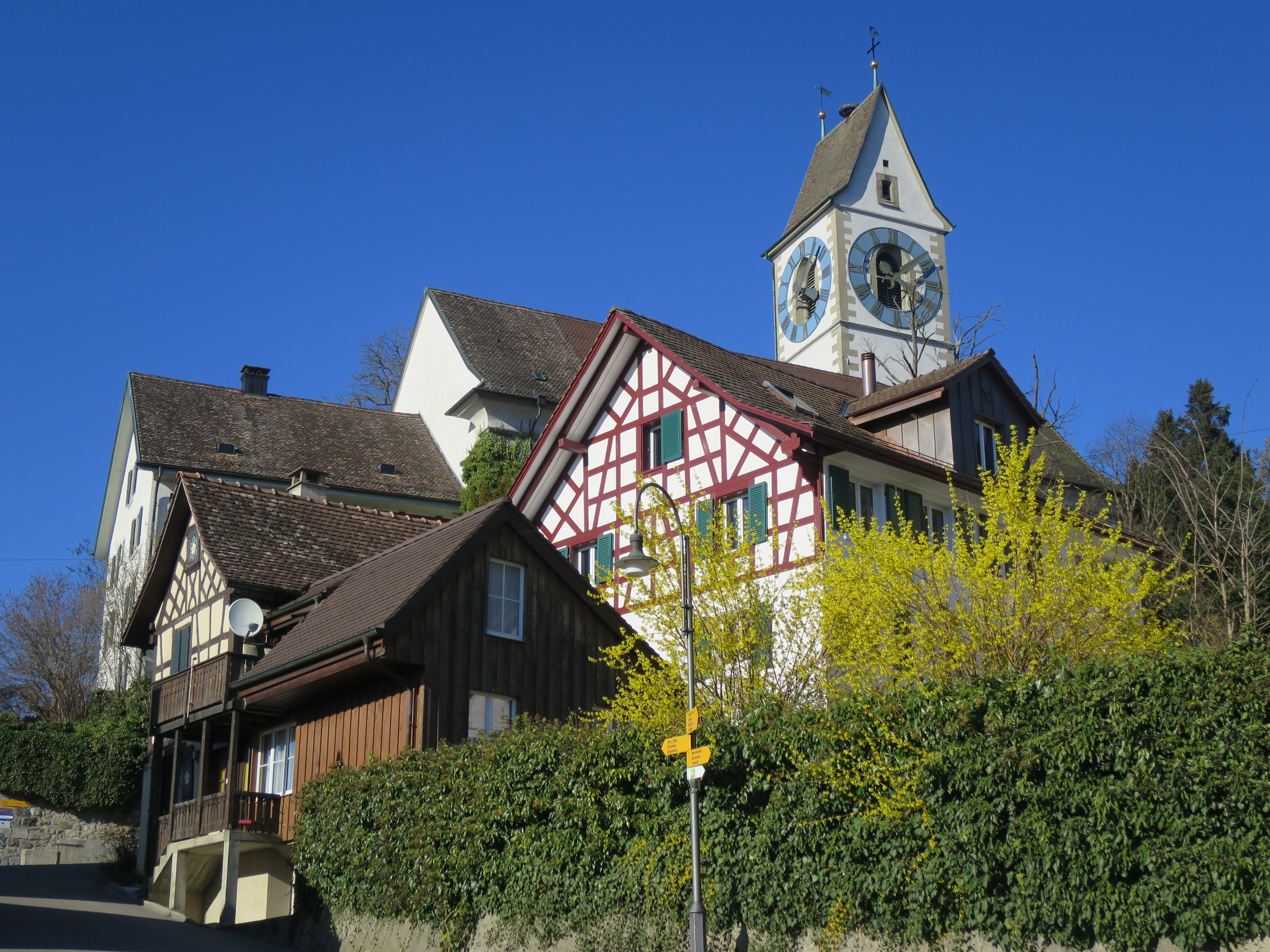
Reformierte Kirche und Pfarrhaus von Unterstammheim von Süden

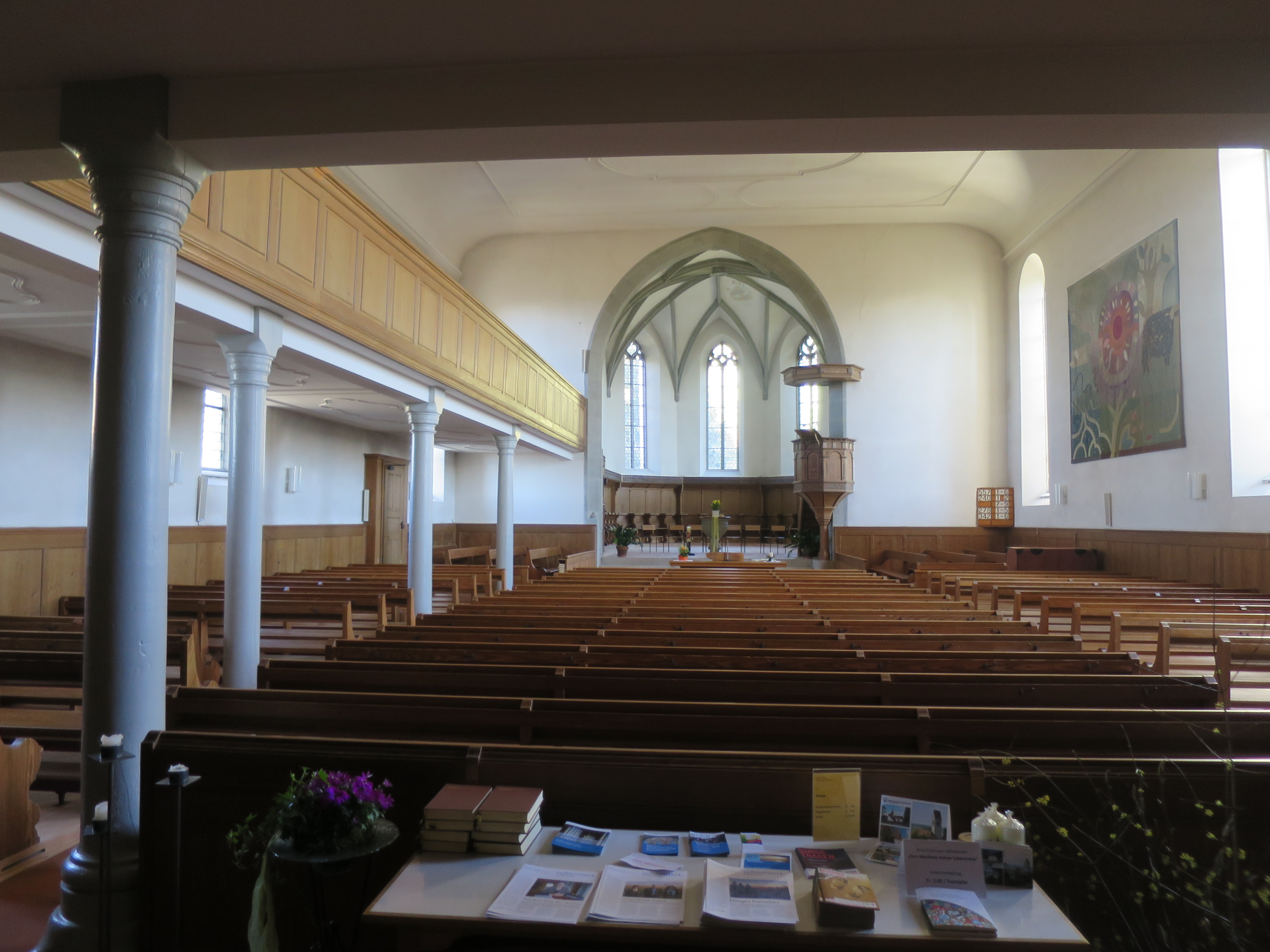
Schiff und Chor

Die reformierte Kirche Unterstammheim ist eine Zürcher Landkirche in der Gemeinde Stammheim.

## Geschichte
Es werden mehrere, der heiligen Maria geweihte Vorgängerbauten des Mittelalters angenommen. Die heutige Kirche stammt im Kern aus dem 13. Jahrhundert, wobei der Chor und der Turm 1515–1517 erneuert wurden. Das Schiff und das direkt daran anschliessende Pfarrhaus wurden 1779–80 neu errichtet. 1923 wurde die Kirche renoviert und modernisiert. Die fünf Glocken im Turm wurden 1949 von Rüetschi in Aarau gegossen. Sie erklingen in A, cis, e, fis und a. 
Die Kirchgemeinde ist deckungsgleich mit der politischen Gemeinde. Mit der Galluskapelle in Oberstammheim und der Antoniuskapelle in Waltalingen verfügen die anderen Dörfer von Stammheim über ein eigenes Kirchengebäude.

## Lage und Äusseres
Die Kirche liegt auf einem Ausläufer des Stammerbergs, umgeben von Weinbergen hoch über dem Dorf Unterstammheim. Im Nordwesten befindet sich der Friedhof der Gemeinde.
Der dominante, 40 Meter hohe Turm mit Käsbissendach und markanten Zifferblättern ist weithin sichtbar. Die Turmkanten und der polygonale Chor sind mit versetztem Sichtmauerwerk versehen.

## Innenraum
Der eingezogene Chor der Kirche weist ein spätgotisches Sterngewölbe mit Gewölbemalereien auf. Aus dem Jahr 1517 stammen die Malereien (die unter anderem den heiligen Augustinus zeigen). Sie weisen bereits Aspekte des gegenüber der Spätgotik weicheren Renaissancestils auf. Daher sind sie, obwohl nur spärlich vorhanden, für die Region Zürich besonders wertvoll, zumal die sakrale Freskomalerei der Renaissance sich aufgrund der Reformation (ab 1520) hier nie richtig entfalten konnte. Den Chor erhellen qualitätvolle Masswerkfenster. 1773 wurde der Chor mit dem noch erhaltenen Chorgestühl ausgestattet.
Das 1780 geweihte Kirchenschiff wird durch Rundbogenfenster beleuchtet. Die Decke ist mit dezentem klassizistischem Stuck versehen. Bemerkenswert ist die L-förmige Empore die in ihrer Ausrichtung auf die Kanzel ein Spezifikum des protestantischen Kirchenbaus in der östlichen Schweiz darstellt. Die Empore ruht auf hölzernen Säulen. Der Taufstein datiert von 1642, die reich mit Intarsien verzierte Kanzel von 1611.

## Orgel

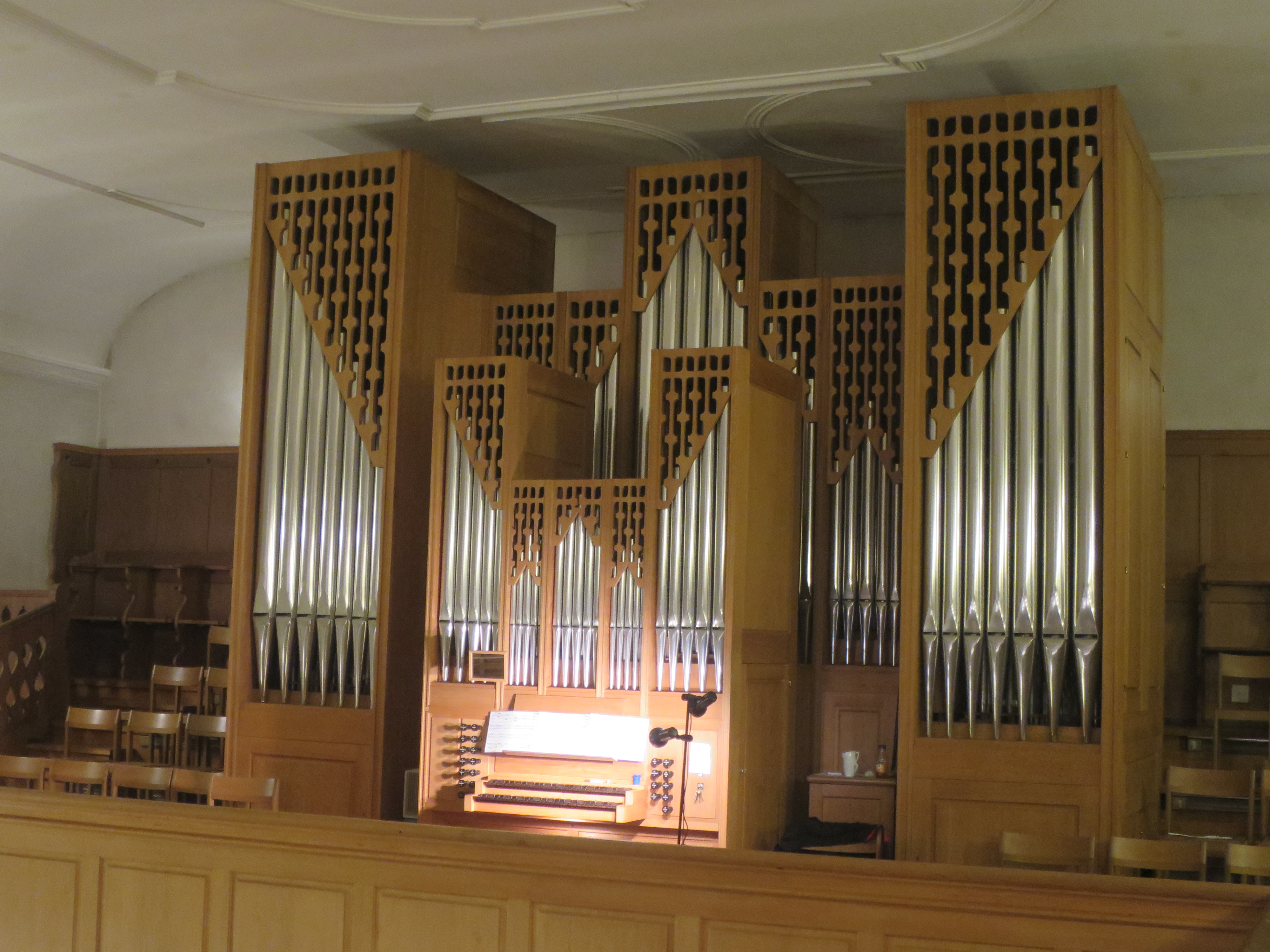
Kuhn-Orgel von 1974

Die zweimanualige Orgel der Firma Orgelbau Kuhn aus Männedorf wurde 1974 eingeweiht. Der Orgelprospekt weist eine moderne Formensprache auf. Die Disposition lautet wie folgt:
| I Hauptwerk C–g3 |       |
| Pommer           | 16′   |
| Principal        | 08′   |
| Rohrflöte        | 08′   |
| Octave           | 04′   |
| Spitzflöte       | 04′   |
| Nazard           | 2 ⁄3′ |
| Superoctave      | 02′   |
| Mixtur           | 1 ⁄3′ |
| Trompete         | 08′   |
|                  |       |

| II Positiv C–g3  |       |
| Gedackt          | 8′    |
| Principal        | 4′    |
| Koppelflöte      | 4′    |
| Sesquialtera 2f. | 2 ⁄3′ |
| Waldflöte        | 2′    |
| Quinte           | 1 ⁄3′ |
| Scharf 3f.       | 1′    |
| Krummhorn        | 8′    |
|                  |       |

| Pedal C–f1 |     |
| Subbass    | 16′ |
| Octave     | 08′ |
| Gemshorn   | 08′ |
| Octave     | 04′ |
| Mixtur 5f. | 02′ |
| Fagott     | 16′ |

| Spielhilfen (nur Tritte) - Koppeln: II/I, I/P, II/P - Tremulant                                  |
| Registertritte - Choralf. an - Choralf. ab - Mixtur Ped. - Mixtur HW - Trompete HW - Fagott Ped. |

## Galerie

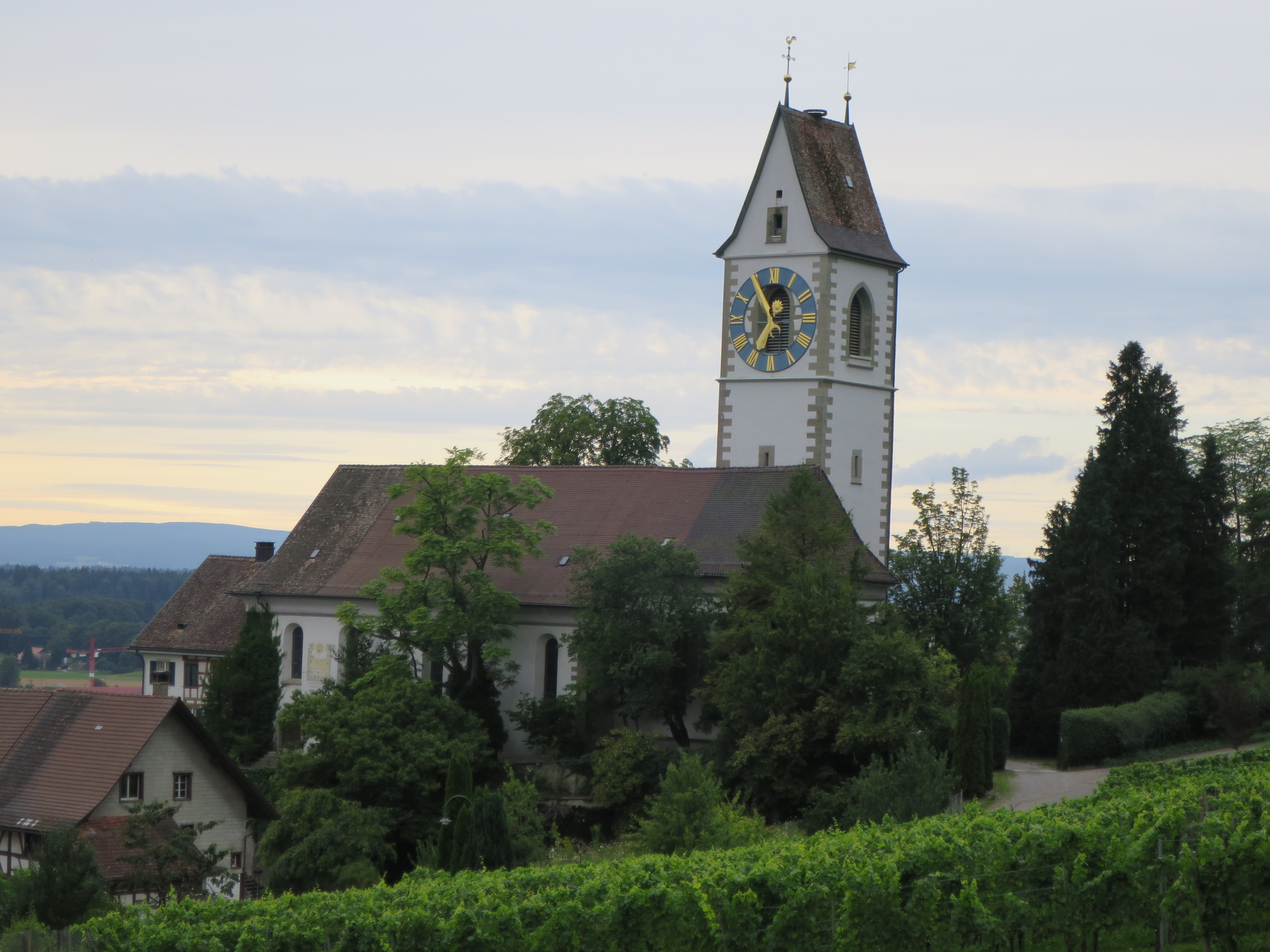
Reformierte Kirche Unterstammheim von Osten
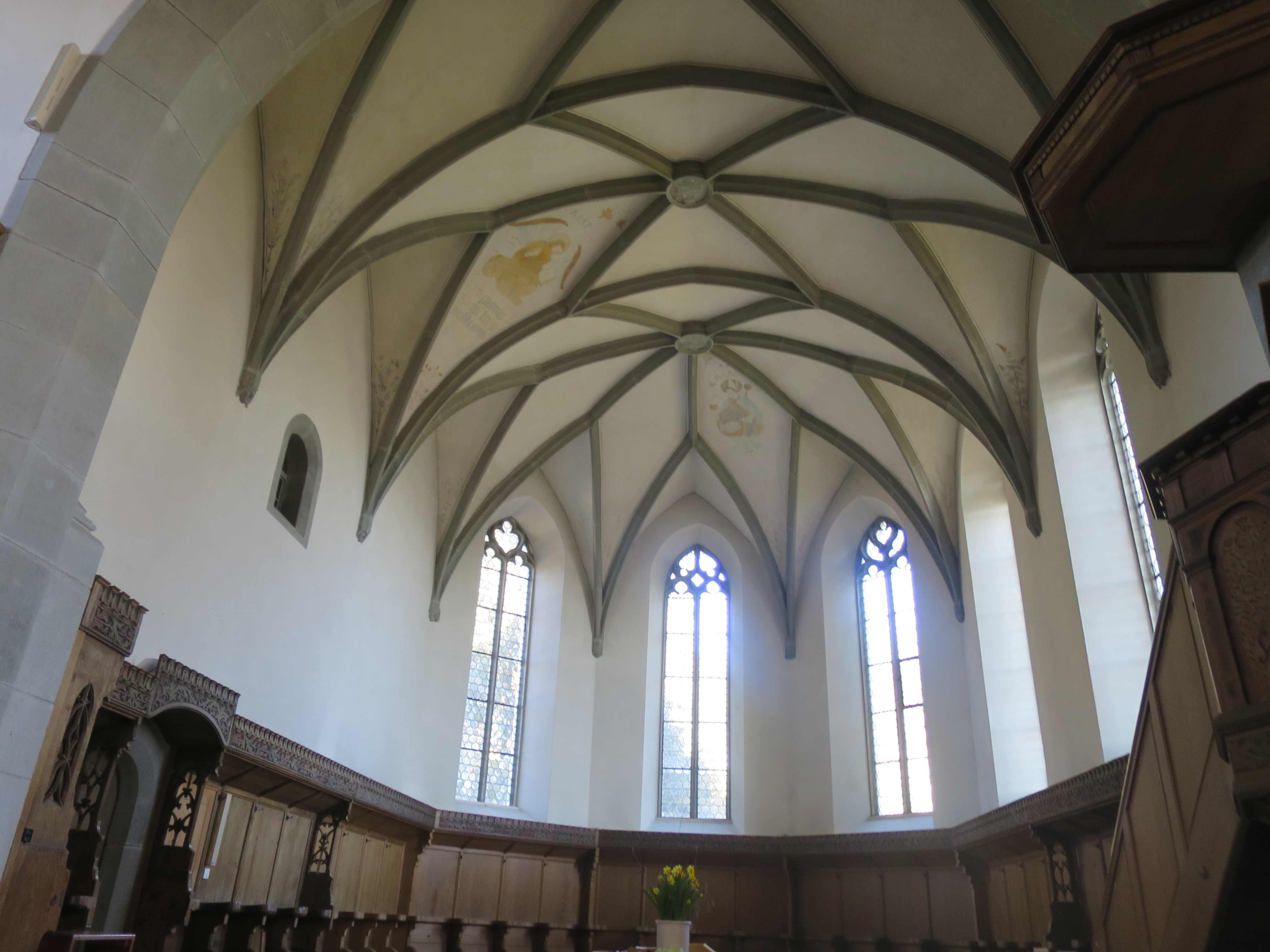
Chor mit Sternrippengewölbe
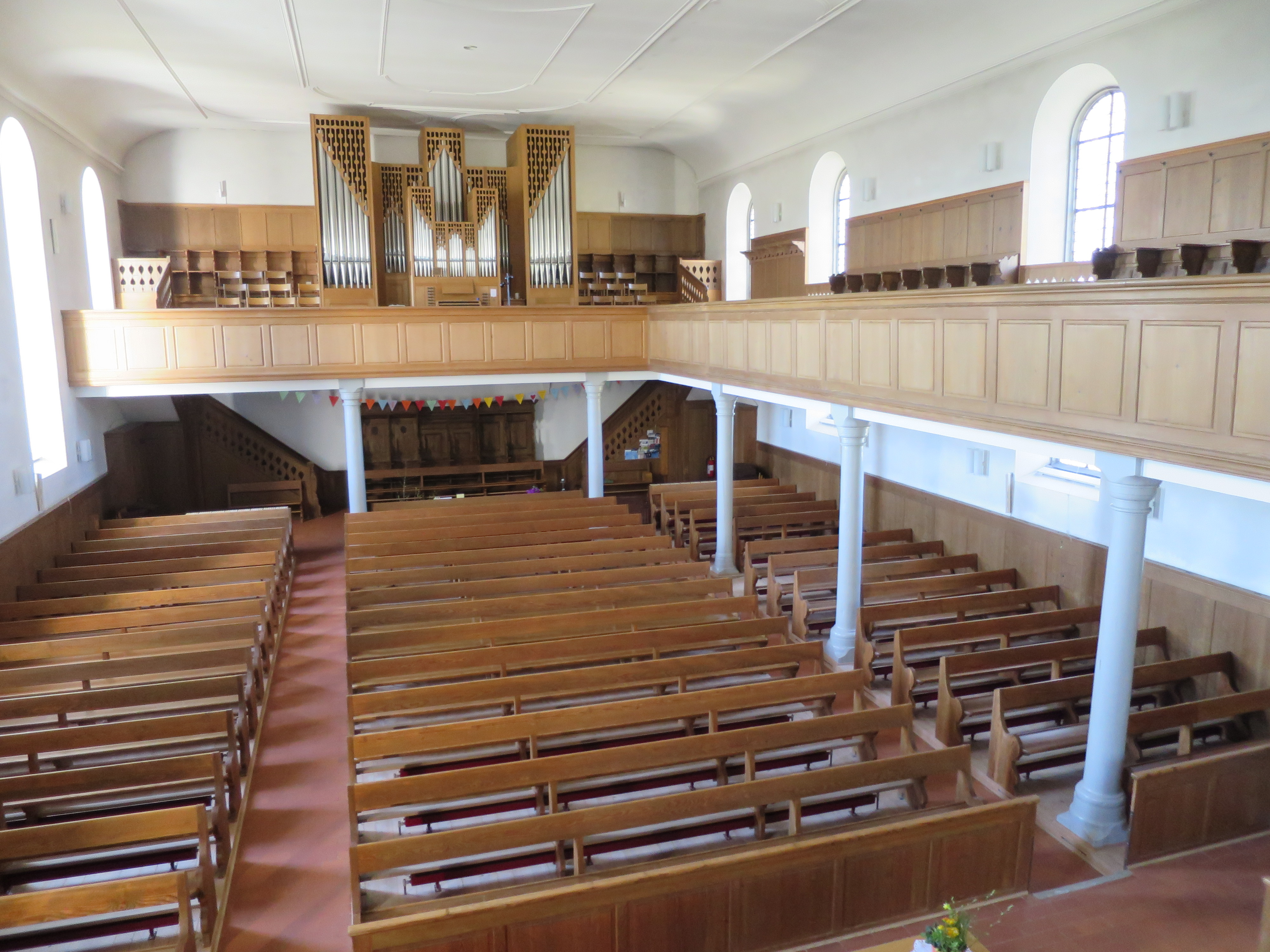
Typisch reformierte L-Empore